# 森田泰次郎
森田 泰次郎（もりた やすじろう、1868年9月16日〈明治元年8月1日〉 - 1950年〈昭和25年〉11月7日）は、明治から昭和時代戦前の政治家。銀行家。沼津市会議長。静岡県沼津市長。

## 経歴
静岡県出身。森田豊八の長男。御厨銀行頭取、伊豆相互貯蓄銀行取締役を兼ね、沼津市会議員、同初代議長を歴任した。1928年（昭和3年）3月、沼津市長に就任。在任中は金融恐慌の最中にあって、震災や大火からの復興に尽力したほか、沼津市第四尋常高等小学校の開校、市役所新庁舎の建設を行った。1930年（昭和5年）11月まで務めた。
1936年（昭和11年）1月、再度市長に返り咲き、御成橋改築架橋、県立沼津工業学校の開校、1938年（昭和13年）6月の豪雨からの復興などに尽くした。1940年（昭和15年）1月まで在任した。ほか、駿豆新聞社取締役を歴任した。

## 親族
- 長男 森田豊寿（衆議院議員、参議院議員）[6]
- 義弟 湯山寿介（妹さん夫、衆議院議員、静岡県駿東郡小山町長）[1]